# Norman Borlaug
Norman Ernest Borlaug (25 tháng 3 năm 1914 – 12 tháng 9 năm 2009) là nhà nông học Mỹ, nhà nhân đạo, người đoạt giải Nobel hòa bình năm 1970. Ông được coi là cha đẻ của Cách mạng xanh.. Ông là người đã nhận được đồng thời ba giải thưởng lớn (Giải Nobel Hòa bình, Huân chương Tự do của Tổng thống và Congressional Gold Medal) cùng Giải Vannevar Bush năm 2000 vì những cống hiến đặc biệt cao quý cho nhân loại.

## Tiểu sử
Norman Borlaug là tiến sĩ di truyền và bệnh cây của Trường Đại học Minnesota (University of Minnesota) năm 1942. Ông chuyên nghiên cứu chọn giống lúa mì tại México và đã giới thiệu phát triển những giống lúa mì thấp cây, năng suất cao, kháng sâu bệnh nổi tiếng khắp thế giới.
Borlaug đã cống hiến suốt đời để cải thiện đời sống và thu nhập cho hàng trăm triệu nông dân nghèo trên toàn cầu. Ông dành nhiều thời gian cho giảng dạy, nghiên cứu, làm việc tại CIMMYT, CIANO ở México, Trường đại học Texas A&M University và Trung tâm chọn tạo giống cây trồng Center for Southern Crop Improvement ở Mỹ. Ông đã thực hiện nhiều dự án giúp đẩy mạnh sản xuất lương thực của nhiều nước ở châu Phi tại Bénin, Burkina Faso, Ethiopia, Ghana, Guinea, Mali, Malawi, Mozambique, Nigeria, Tanzania và Uganda, ở châu Á tại Ấn Độ, Pakistan,...; Ông là một trong những người sáng lập Giải thưởng Lương thực Thế giới (World Food Prize) và tổ chức nhiều hoạt động thiết thực khác. Đây là Cuộc cách mạng thứ hai của ông thắp sáng niềm tin yêu cuộc sống.

## Sách và bài giảng
Một số công trình tiêu biểu

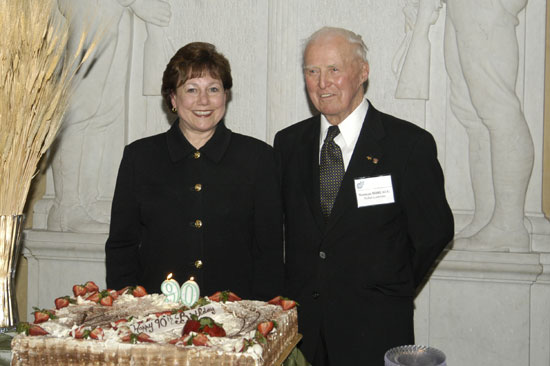
Tiến sĩ Borlaug và Bộ trưởng Nông nghiệp Hoa Kỳ Ann M. Veneman cạnh chiếc bánh sinh nhật trong lễ kỷ niệm sinh nhật thứ 90 của ông.

- Wheat in the Third World. 1982. Authors: Haldore Hanson, Norman E. Borlaug, and R. Glenn Anderson. Boulder, Colorado: Westview Press. ISBN 0-86531-357-1
- Land use, food, energy and recreation. 1983. Aspen Institute for Humanistic Studies. ISBN 0-940222-07-8
- Feeding a human population that increasingly crowds a fragile planet. 1994. Mexico City. ISBN

968-6201-34-3
- Norman Borlaug on World Hunger. 1997. Edited by Anwar Dil. San Diego/Islamabad/Lahore: Bookservice International. 499 pages. ISBN 0-9640492-3-6
- The Green Revolution Revisited and the Road Ahead. 2000. Anniversary Nobel Lecture, Norwegian Nobel Institute in Oslo, Norway. 8 September 2000.
- "Ending World Hunger. The Promise of Biotechnology and the Threat of Antiscience Zealotry". 2000. Plant Physiology, October 2000, Vol. 124, pp. 487–490. (duplicate)
- Feeding a World of 10 Billion People: The Tva/Ifdc Legacy. 2003. ISBN 0-88090-144-6
- Prospects for world agriculture in the twenty-first century. 2004. Norman E. Borlaug, Christopher R. Dowswell. Published in: Sustainable agriculture and the international rice-wheat system. ISBN 0-8247-5491-3
- Foreword to The Frankenfood Myth: How Protest and Politics Threaten the Biotech Revolution. 2004. Henry I. Miller, Gregory Conko. ISBN 0-275-97879-6
- Norman E. Borlaug (2007) Sixty-two years of fighting hunger: personal recollections. Euphytica 157:287–297 ()

### Videos, truyền hình, phát thanh
- Borlaug's York Lecture at American Society of Agronomy Annual Meetings Lưu trữ ngày 12 tháng 7 năm 2010 tại Wayback Machine. Challenges for the Crop Scientist in the 21st Century. 2007. Windows Media and Quicktime.
- 30th Anniversary Nobel Lecture. The Green Revolution Revisited and the Road Ahead. 2000. Transcript. Adobe Acrobat PDF.
- Legacy interviews Lưu trữ ngày 25 tháng 1 năm 2008 tại Wayback Machine. Dr. Borlaug, Advisory Board member of Legacy, five hours of audio-visual interviews featuring his life story.
- Borlaug on Need for Increasing Food Supply Lưu trữ ngày 2 tháng 7 năm 2007 tại Wayback Machine. 2000. Transcript.
- Dedication lecture, Delaware Biotechnology Institute. Feeding the World in the 21st century—The Role of New Science and Technology. 2001 April 26. RealMedia. 00:47:42.
- Lecture, Nobel Centennial Symposia. 2001 December 6. RealMedia. 00:11:34.
- Lecture, The Famous Purdue Ag Fish Fry. 2003 February 8. MS Media. 02:21:02.
- The Story of Norman Borlaug: 60 Years Fighting Hunger. 2003 July 10. RealMedia. 01:29:02.
- Discussion, Beahrs Environmental Leadership Program Lưu trữ ngày 11 tháng 6 năm 2010 tại Wayback Machine. 2004 January 5–9. University of California, Berkeley. Text.
- ECON100A Lecture, University of California, Berkeley Lưu trữ ngày 11 tháng 4 năm 2009 tại Wayback Machine. 2004 Spring. RealMedia. 01:29:02.
- Commencement address, University of Minnesota Lưu trữ ngày 28 tháng 8 năm 2006 tại Wayback Machine. 2004 May. CD track.
- CEI Prometheus award acceptance speech Lưu trữ ngày 25 tháng 1 năm 2008 tại Wayback Machine. 2004 May 19. MS Media. 00:10:57.
- Inaugural address, 1st World Congress of Agroforestry Lưu trữ ngày 24 tháng 1 năm 2008 tại Wayback Machine. 2004 June 27. Orlando, Florida, USA. RealMedia. 01:06:34.
- Keynote speech, USDA Agricultural Outlook Forum Lưu trữ ngày 26 tháng 3 năm 2009 tại Wayback Machine. 2005 February 24. Arlington, Virginia, USA. MS Media. 35 phút.
- Radio interview by Penn Jillette. 2006 August 9. MP3 format. 00:43:27.

### Những tổ chức và chương trình
- Norman Borlaug Institute for International Agriculture - Texas A&M University System
- The Borlaug Center for Southern Crop Improvement - Texas A&M University System Lưu trữ ngày 5 tháng 4 năm 2009 tại Wayback Machine
- CIMMYT - International Maize and Wheat Improvement Center
- Sasakawa-Global 2000 Lưu trữ ngày 7 tháng 5 năm 2008 tại Wayback Machine
- The World Food Prize
- Legacy Lưu trữ ngày 25 tháng 1 năm 2008 tại Wayback Machine
- Norman E. Borlaug International Agricultural Science and Technology Fellows Program
- National Wrestling Hall of Fame's Hall of Outstanding Americans Lưu trữ ngày 25 tháng 1 năm 2008 tại Wayback Machine
- "The Green Revolution in the Punjab", by Vandana Shiva
- The Life and Work of Norman Borlaug, Nobel Laureate
- "Biotechnology and the Green Revolution" Lưu trữ ngày 9 tháng 1 năm 2010 tại Wayback Machine, interview from November 2002
- Norman Borlaug: The Legend (agbioworld.com)
- Journal articles by Borlaug on PubMed
- List of Norman Borlaug articles and interviews
- Ears of plenty: The story of wheat Lưu trữ ngày 17 tháng 10 năm 2008 tại Wayback Machine, The Economist, December 20th, 2005
- "Billions Served" Lưu trữ ngày 18 tháng 7 năm 2008 tại Wayback Machine, an interview in Reason by Ronald Bailey.